# Rigny-Saint-Martin
Rigny-Saint-Martin és un municipi francès situat al departament del Mosa i a la regió del Gran Est. L'any 2007 tenia 52 habitants.

## Demografia

### Població
El 2007 la població de fet de Rigny-Saint-Martin era de 52 persones. Hi havia 24 famílies, de les quals 7 eren unipersonals (7 dones vivint soles i 7 dones vivint soles), 10 parelles sense fills i 7 parelles amb fills.
La població ha evolucionat segons el següent gràfic:
Habitants censats

### Habitatges
El 2007 hi havia 23 habitatges, 22 eren l'habitatge principal de la família i 1 era una segona residència. 22 eren cases i 1 era un apartament. Dels 22 habitatges principals, 19 estaven ocupats pels seus propietaris i 3 estaven llogats i ocupats pels llogaters; 5 tenien tres cambres, 3 en tenien quatre i 14 en tenien cinc o més. 16 habitatges disposaven pel capbaix d'una plaça de pàrquing. A 13 habitatges hi havia un automòbil i a 7 n'hi havia dos o més.

### Piràmide de població
La piràmide de població per edats i sexe el 2009 era:
| Homes | Edats   | Dones |
| ----- | ------- | ----- |
| 0     | 95 o +  | 0     |
| 0     | 90 a 94 | 0     |
| 0     | 85 a 89 | 0     |
| 0     | 80 a 84 | 0     |
| 0     | 75 a 79 | 0     |
| 0     | 70 a 74 | 0     |
| 4     | 65 a 69 | 4     |
| 0     | 60 a 64 | 4     |
| 0     | 55 a 59 | 0     |
| 8     | 50 a 54 | 0     |
| 0     | 45 a 49 | 4     |
| 0     | 40 a 44 | 0     |
| 0     | 35 a 39 | 0     |
| 4     | 30 a 34 | 0     |
| 0     | 25 a 29 | 4     |
| 0     | 20 a 24 | 0     |
| 0     | 15 a 19 | 0     |
| 4     | 10 a 14 | 4     |
| 4     | 5 a 9   | 4     |
| 4     | 0 a 4   | 0     |

## Economia
El 2007 la població en edat de treballar era de 34 persones, 25 eren actives i 9 eren inactives. Les 25 persones actives estaven ocupades(14 homes i 11 dones).. De les 9 persones inactives 2 estaven jubilades, 4 estaven estudiant i 3 estaven classificades com a «altres inactius».
Activitats econòmiques
Dels 6 establiments que hi havia el 2007, 2 eren d'empreses de fabricació d'altres productes industrials, 3 d'empreses de construcció i 1 d'una empresa de comerç i reparació d'automòbils.
Dels 4 establiments de servei als particulars que hi havia el 2009, 3 eren tallers de reparació d'automòbils i de material agrícola i 1 lampisteria.
L'any 2000 a Rigny-Saint-Martin hi havia 6 explotacions agrícoles.

## Poblacions més properes
El següent diagrama mostra les poblacions més properes.